# 사이조정 (히로시마현 가모군)
사이조정(西条町)은 히로시마현 가모군에 존재했던 정이다. 현재의 히가시히로시마시 사이조 지구에 해당한다.
국립 히로시마대학의 이전 문제를 계기로 사이조 분지에 있는 4개 정의 합병 문제가 대두되고, 1974년 7월 20일, 사이조정·시와정·다카야정·하치혼마쓰정과 함께 합병해, 히가시히로시마시가 성립하여 폐지되었다.

## 역사
- 1889년 4월 1일 - 시정촌제 시행에 의해 사이조정이 성립하였다.
- 1974년 4월 20일 - 시와정·다카야정·하치혼마쓰정과 합병해, 히가시히로시마시가 성립하여 사이조정은 폐지되었다.

## 교통

### 철도
- 일본국유철도
  - 산요본선

### 도로
- 국도 제2호선